# Måsfåglar

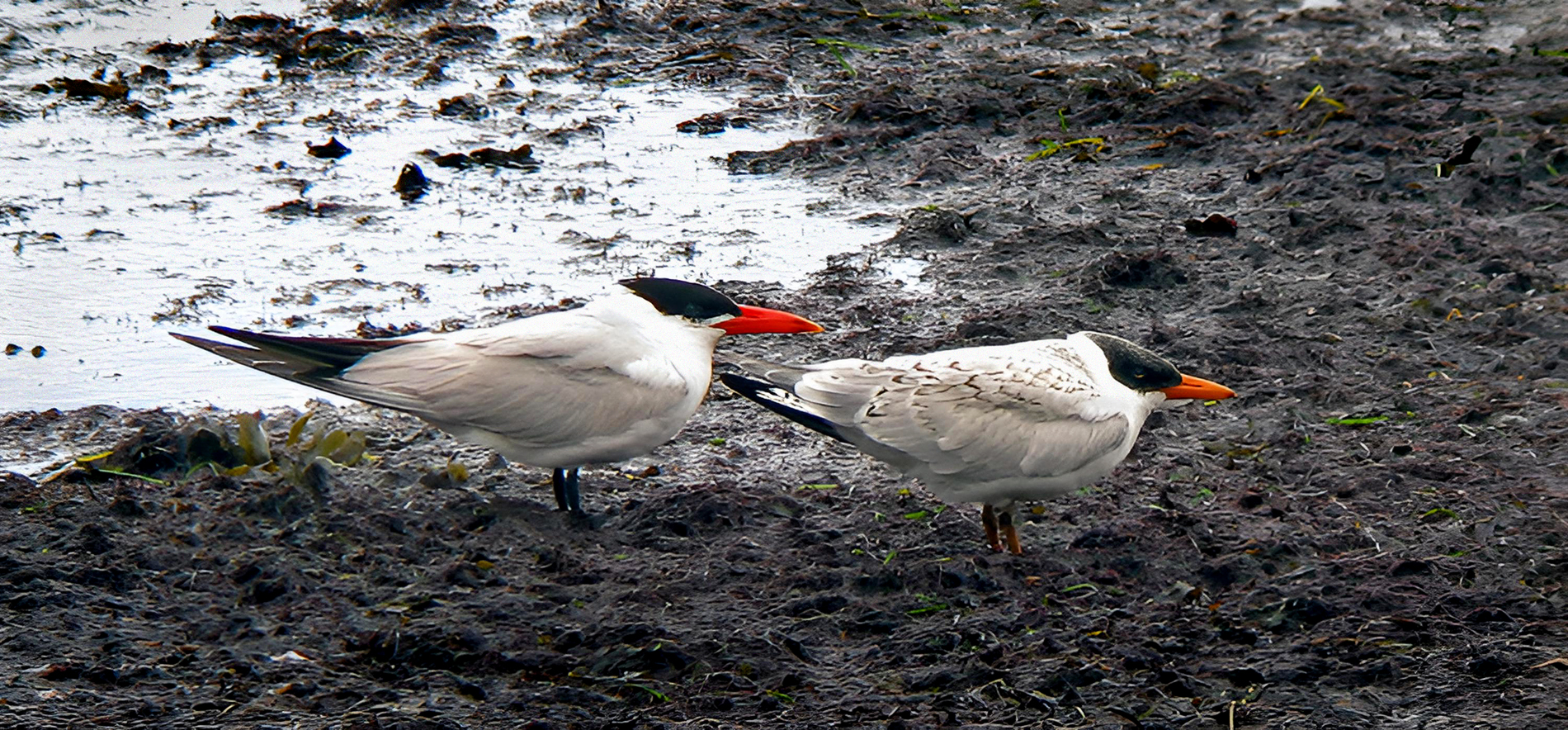
Skräntärnan är en i Sverige mindre vanlig måsfågel, på bilden en adult med unge i augusti 2011 i Ystad.

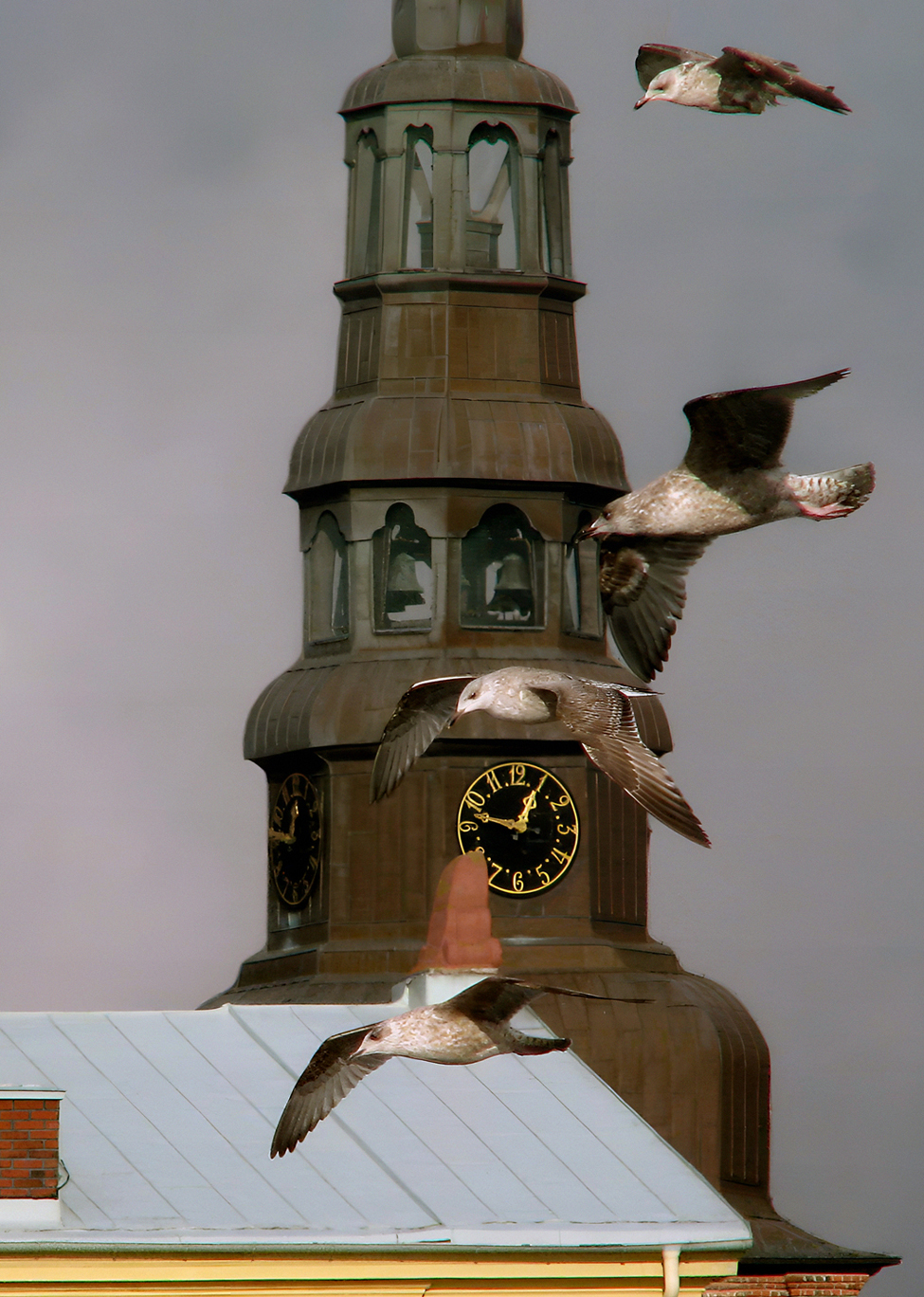
Gråtrut är en vanlig måsfågel, på bilden ungfåglar.

Måsfåglar (Laridae) är en familj som tillhör underordningen Lari inom ordningen vadarfåglar. Familjen förekommer över hela världen förutom på sydpolen. De lever ofta kring kuster men vissa arter finner man också inåt land, vid floder, sjöar, våtmarker men även periodvis vid åkrar eller i närheten av människan inne i städer och på soptippar. Ett antal arter, som tretåig mås, beringmås och tärnmås lever pelagiskt utanför häckningstid.
Arterna inom familjen har simhudsförsedda fötter och näbbar där övernäbben saknar vaxhud. Näsborrarna ligger vid eller framför näbbens mitt. Hos absoluta merparten är könen lika. I adult dräkt är merparten av arterna inom underfamiljerna Larinae och Sterninae oftast till största delen vita och gråa med inslag av svart. Sommardräkten skiljer sig ofta från vinterdräkten. Som ungfåglar är de grå- och brunspräckliga.

## Systematik
Måsfåglarna ingår i en grupp vadarfåglar tillsammans med labbar, alkor, vadarsvalor och hägerpipare. Tidigare behandlades måsfåglarna som tre familjer: måsar, tärnor och saxnäbbar. Numera har både saxnäbbarna och tärnorna förlorat sin familjestatus och slagits samman med familjen Laridae. Huruvida det är möjligt att behålla indelningen i underfamiljerna måsar, tärnor och saxnäbbar är oklart. Studier visar att Gygis, Anous och Procelsterna tillsammans eller successivt kan vara systergrupp till resten av Laridae. 
Tidigare placerades merparten av trutar och måsar i släktet Larus, men efter genetiska studier förs numera vanligen ett antal arter till flera mindre släkten. Till exempel placeras dvärgmås numera i Hydrocoloeus och skrattmås i Chroicocephalus. Begreppen mås och trut har ingen taxonomisk signifikans utan har generellt med storlek att göra; de mindre arterna kallas mås och de större trut.
Även tärnorna har på senare tid genomgått liknande taxonomiska förändringar. Det tidigare dominerande släktet Sterna har delats upp ett antal mindre släkten efter DNA-studier.

### Släkten i familjen
Nedanstående lista följer AviList:
- Rynchops – 3 arter saxnäbbar
- Gygis – 3 arter fetärnor
- Anous (inkl. Procelsterna) – 5 arter noddytärnor
- Onychoprion – 4 arter, tidigare i Sterna
- Sternula – 7 arter småtärnor, tidigare i Sterna
- Phaetusa – tjocknäbbad tärna
- Hydroprogne – skräntärna
- Gelochelidon – 2 arter sandtärnor
- Larosterna – inkatärna
- Chlidonias – 4 arter träsktärnor
- Thalasseus – 7 arter, tidigare i Sterna
- Sterna – 13 arter
- Creagrus – svalstjärtad mås
- Hydrocoloeus (tidigare i Larus) – dvärgmås
- Rhodostethia – rosenmås
- Rissa – 2 arter tretåiga måsar
- Xema – tärnmås
- Pagophila — ismås
- Saundersilarus – mingmås, tidigare i Chroicocephalus eller Larus
- Chroicocephalus – 10 arter, tidigare placerade i släktet Larus
- Leucophaeus – nearktiskt släkte med 5 arter som i häckningsdräkt har mörk hätta, tidigare i Larus
- Ichthyaetus – 6 arter i södra palearktis, varav fem har svart huva i häckningsdräkt, tidigare i Larus
- Larus – 25 arter